# Gracia (nombre)
Gracia es un nombre propio femenino de origen latino en su variante en español. Procede de Gratia, derivado de gratus (grato, agradable). El nombre se popularizó gracias al catolicismo, donde «gracia» es un favor o don gratuito concedido por Dios para ayudar al hombre a cumplir los mandamientos, salvarse o ser santo. Son variantes suyas Engracia y Graciela.

## Santoral
23 de julio: Santa Gracia, hermana de Sant Bernat (monje cisterciense) y de María, nacidos en Carlet, mártires en Alcira.

## Variantes
| Variantes en otras lenguas | Variantes en otras lenguas |
| -------------------------- | -------------------------- |
| Español                    | Gracia                     |
| Alemán                     | Gracia                     |
| Catalán                    | Gràcia                     |
| Euskera                    | Gartze, Garazi, Atsegiñe   |
| Francés                    | Grâce                      |
| Gallego                    | Graza                      |
| Inglés                     | Grace                      |
| Italiano                   | Grazia                     |
| Latín                      | Gratia                     |
| Polaco                     | Gracja                     |
| Portugués                  | Graça                      |